# Breshad Perriman
Breshad Perriman (* 10. September 1993 in Lithonia, Georgia) ist ein ehemaliger US-amerikanischer American-Football-Spieler auf der Position des Wide Receivers. Er wurde in der ersten Runde des NFL Draft 2015 von den Baltimore Ravens ausgewählt und spielte zuletzt für die Tampa Bay Buccaneers in der National Football League (NFL).

## Frühe Jahre
Perriman ist der Sohn von Brett Perriman, der ebenfalls als Wide Receiver 10 Jahre unter anderem für die New Orleans Saints und die Detroit Lions in der NFL spielte. Er besuchte die Arabia Mountain High School in seiner Geburtsstadt Lithonia. Neben dem Footballspielen nahm Perriman auch regelmäßig an Leichtathletikwettkämpfen teil. Nach seiner Highschool erhielt er ein Stipendium der University of Central Florida, für deren Schulmannschaft er ebenfalls von 2012 bis 2014 spielte. In den drei Jahren auf der Schule kam er in 39 Spielen zum Einsatz und erzielte dabei 16 Touchdowns. Alleine in seinem letzten Jahr konnte er neun Touchdowns fangen und wurde daraufhin ins First-Team All-AAC gewählt. Mit seiner Mannschaft konnte er 2013 und 2014 die American Athletic Conference gewinnen, zusätzlich konnten sie 2012 den Beef 'O' Brady's Bowl sowie 2013 den Fiesta Bowl gewinnen.

## NFL-Karriere

### Baltimore Ravens
Perriman wurde im NFL Draft 2015 an 26. Stelle in der ersten Runde von den Baltimore Ravens ausgewählt. Allerdings kam er aufgrund von Verletzungen in seiner ersten Saison überhaupt nicht zum Einsatz und verbrachte Großteile auf der Injured Reserve Liste. Demzufolge gab er sein NFL-Debüt erst am 11. September 2016 beim 13:7-Sieg gegen die Buffalo Bills geben. Das erste Mal Starter war er am 23. Oktober 2016 bei der 16:24-Niederlage der Ravens gegen die New York Jets, bei der er einen Pass für 11 Yards fing. Am 10. Spieltag konnte er beim 28:7-Sieg gegen die Cleveland Browns seinen ersten Touchdown in der NFL von Quarterback Joe Flacco fangen. Allerdings kam er insgesamt bei den Ravens nie über den Status eines Ersatzspielers heraus. Nachdem er 2016 noch in allen Spielen zum Einsatz gekommen war, waren es 2017 nur noch 11. Am 1. September 2018 wurde er von den Ravens entlassen. Insgesamt kam er auf 27 Spiele und 3 Touchdowns für die Ravens.

### Washington Redskins
Am 17. September 2018 unterschrieb er einen Vertrag bei den Washington Redskins, wurde jedoch fünf Tage später ohne Einsatz wieder entlassen.

### Cleveland Browns
Daraufhin unterschrieb er im Oktober einen Vertrag bei den Cleveland Browns. Dort gab er am 7. Spieltag bei der 23:27-Niederlage gegen die Tampa Bay Buccaneers sein Debüt, bei dem er einen Pass für 6 Yards fing. Am 15. Spieltag konnte er beim 17:16-Sieg gegen die Denver Broncos einen Touchdown von Baker Mayfield fangen, genauso wie am 17. Spieltag bei der 24:26-Niederlage gegen sein altes Team, die Baltimore Ravens. Nach der Saison wurde Perriman ein Free Agent.

### Tampa Bay Buccaneers
Zur Saison 2019 wurde Perriman Teil der Tampa Bay Buccaneers. Dort gab er am 1. Spieltag bei der 17:31-Niederlage gegen die San Francisco 49ers sein Debüt. Gerade zum Ende der Saison konnte er gute Leistungen erzielen. So gelang es ihm am 15. Spieltag beim 38:17-Sieg gegen die Detroit Lions den Ball für 113 Yards und 3 Touchdowns von Jameis Winston zu fangen. Auch in den folgenden beiden Spielen konnte er über 100 Yards fangen, am letzten Spieltag bei der 22:28-Niederlage gegen die Atlanta Falcons sogar 134 Yards, bis heute seine Karrierehöchstleistung.

### New York Jets
Daraufhin unterschrieb Perriman zur Saison 2020 einen Vertrag bei den New York Jets über 8 Millionen US-Dollar, von denen 6 Millionen garantiert sind. Am 1. Spieltag bei der 17:27-Niederlage gegen die Buffalo Bills gab er dort sein Debüt, bei dem er 3 Pässe für 17 Yards fing. Am 9. Spieltag konnte er bei der 27:30-Niederlage gegen die New England Patriots den Ball für 101 Yards und seine ersten zwei Touchdowns als Jet von Quarterback Joe Flacco fangen. Insgesamt war die Saison 2020 die erste in seiner Karriere, in der er regelmäßig Stammspieler war. Aufgrund einer Verletzung am Knöchel zu Beginn der Saison kam er jedoch nur in 12 Spielen zum Einsatz, dafür in allen von Beginn an.

### Detroit Lions
Im März 2021 nahmen die Detroit Lions Perriman unter Vertrag. Am 30. August 2021 wurde er im Rahmen der Kaderverkleinerung auf 53 Spieler entlassen, nachdem er in der Saisonvorbereitung nicht hatte überzeugen können.

### Chicago Bears
Am 6. September 2021 unterschrieb Perriman bei den Chicago Bears. Dort kam er jedoch zu keinem Einsatz und wurde am 7. November 2021 von den Bears gewaived.

### Rückkehr zu den Tampa Bay Buccaneers
Nur zwei Tage nachdem Perriman von den Bears gewaived worden war, nahmen die Tampa Bay Buccaneers Perriman für ihren Practice Squad unter Vertrag. Bereits am nächsten Spieltag wurde er jedoch in den Spieltagskader befördert und konnte so bei der 19:29-Niederlage gegen das Washington Football Team sein Comeback bei den Buccaneers geben. In der folgenden Woche gelangen ihm beim 30:10-Sieg gegen die New York Giants seine ersten zwei Passfänge der Saison von Quarterback Tom Brady. Am 14. Spieltag konnte er beim 33:27-Sieg gegen die Buffalo Bills den spielentscheidenden Touchdown zum Sieg in Overtime von Brady fangen. Da die Buccaneers in der Saison 13 Spiele gewannen und nur vier verloren und somit die NFC South gewannen, konnte sich Perriman erstmals in seiner Karriere mit einem Team für die Playoffs qualifizieren. Dort kam er beim 31:15-Sieg gegen die Philadelphia Eagles in der ersten Runde auch erstmals zum Einsatz. Als Starter konnte Perriman in dem Spiel einen Pass für fünf Yards fangen. Das Spiel in der Divisional Runde, das die Buccaneers mit 27:30 gegen die Los Angeles Rams verloren, verpasste Perriman jedoch verletzungsbedingt.
Am 24. März 2022 unterschrieb Perriman für eine weitere Saison bei den Buccaneers. Zu Beginn der Saison 2022 bekam Perriman noch regelmäßige Einsatzzeiten und konnte beim 20:10-Sieg gegen die New Orleans Saints am 2. Spieltag auch seinen ersten und einzigen Touchdown der Saison fangen. Danach wurde Perriman jedoch von Verletzungen geplagt und kam nur unregelmäßig zum Einsatz, auch das Playoffspiel gegen die Dallas Cowboys am Ende der Saison verpasste er verletzungsbedingt.

### Indianapolis Colts
Am 5. Juni 2023 nahmen die Indianapolis Colts Perriman unter Vertrag. Er wurde Ende August kurz vor Saisonbeginn entlassen.

## Karrierestatistiken
| Legende | Legende            |
| ------- | ------------------ |
| Fett    | Karrierehöchstwert |

### Regular Season
| Saison                             | Team             | Spiele   | Spiele      | Gefangen     | Gefangen     | Gefangen     | Gefangen     | Gefangen     | Gelaufen     | Gelaufen     | Gelaufen     | Gelaufen     | Gelaufen     | Fumbles      | Fumbles         |
| Saison                             | Team             | Einsätze | als Starter | Passfänge    | Yards        | Durchschnitt | Längste      | TD           | Versuche     | Yards        | Durchschnitt | Längste      | TD           | Fumbles      | davon verlorene |
| ---------------------------------- | ---------------- | -------- | ----------- | ------------ | ------------ | ------------ | ------------ | ------------ | ------------ | ------------ | ------------ | ------------ | ------------ | ------------ | --------------- |
| 2015                               | Ravens           | 0        | 0           | Ohne Einsatz | Ohne Einsatz | Ohne Einsatz | Ohne Einsatz | Ohne Einsatz | Ohne Einsatz | Ohne Einsatz | Ohne Einsatz | Ohne Einsatz | Ohne Einsatz | Ohne Einsatz | Ohne Einsatz    |
| 2016                               | Ravens           | 16       | 1           | 33           | 499          | 15,1         | 53           | 3            | 1            | 2            | 2,0          | 2            | 0            | 0            | 0               |
| 2017                               | Ravens           | 11       | 3           | 10           | 77           | 7,7          | 14           | 0            | 0            | 0            | 0,0          | 0            | 0            | 0            | 0               |
| 2018                               | Browns           | 10       | 2           | 16           | 340          | 21,3         | 66           | 2            | 4            | 2            | 0,5          | 7            | 0            | 0            | 0               |
| 2019                               | Bucs             | 14       | 4           | 36           | 645          | 17,9         | 44           | 6            | 2            | 16           | 8,0          | 13           | 0            | 0            | 0               |
| 2020                               | Jets             | 12       | 12          | 30           | 505          | 16,8         | 53           | 3            | 1            | 6            | 6,0          | 0            | 0            | 0            | 0               |
| 2021                               | Bucs             | 6        | 0           | 11           | 167          | 15,2         | 58           | 1            | 1            | −3           | −3,0         | −3           | 0            | 0            | 0               |
| 2022                               | Bucs             | 11       | 3           | 9            | 110          | 12,2         | 28           | 1            | 2            | −7           | −3,5         | 0            | 0            | 2            | 1               |
| Gesamte Karriere                   | Gesamte Karriere | 80       | 25          | 145          | 2343         | 16,2         | 66           | 16           | 11           | 16           | 1,5          | 13           | 0            | 2            | 1               |
| Quelle: pro-football-reference.com |                  |          |             |              |              |              |              |              |              |              |              |              |              |              |                 |

### Playoffs
| Saison                             | Team             | Spiele   | Spiele      | Gefangen     | Gefangen     | Gefangen     | Gefangen     | Gefangen     | Gelaufen     | Gelaufen     | Gelaufen     | Gelaufen     | Gelaufen     | Fumbles      | Fumbles         |
| Saison                             | Team             | Einsätze | als Starter | Passfänge    | Yards        | Durchschnitt | Längste      | TD           | Versuche     | Yards        | Durchschnitt | Längste      | TD           | Fumbles      | davon verlorene |
| ---------------------------------- | ---------------- | -------- | ----------- | ------------ | ------------ | ------------ | ------------ | ------------ | ------------ | ------------ | ------------ | ------------ | ------------ | ------------ | --------------- |
| 2021                               | Bucs             | 1        | 1           | 1            | 5            | 5,0          | 5            | 0            | 0            | 0            | 0,0          | 0            | 0            | 0            | 0               |
| 2022                               | Bucs             | 0        | 0           | Ohne Einsatz | Ohne Einsatz | Ohne Einsatz | Ohne Einsatz | Ohne Einsatz | Ohne Einsatz | Ohne Einsatz | Ohne Einsatz | Ohne Einsatz | Ohne Einsatz | Ohne Einsatz | Ohne Einsatz    |
| Gesamte Karriere                   | Gesamte Karriere | 1        | 1           | 1            | 5            | 5,0          | 5            | 0            | 0            | 0            | 0,0          | 0            | 0            | 0            | 0               |
| Quelle: pro-football-reference.com |                  |          |             |              |              |              |              |              |              |              |              |              |              |              |                 |